# Inercia social
Si existe el cambio social, necesariamente ha de existir cierta oposición a ese cambio, de lo contrario, las sociedades humanas serían bastante distintas a lo que son.[cita requerida] Haciendo una analogía con el proceso del movimiento, puede decirse que al cambio lo produce una fuerza, mientras que la oposición al cambio la constituye la inercia, que es la tendencia a mantener el estado de movimiento actual, es decir, se opone al cambio promovido por dicha fuerza.

## Actitud e inercia
Mientras que en la mecánica es la masa inercial la que materializa la oposición que hay que vencer para poner en movimiento a un cuerpo inmóvil, y es también la oposición que hay que vencer para detenerlo cuando está en movimiento, en cuestiones sociales es la propia naturaleza humana, a través de nuestra actitud característica, la que actúa como una inercia social que impide que toda influencia del medio circundante oriente la personalidad en el sentido que se pretende imponer.[cita requerida]

## Respuesta característica
Mientras que la masa inercial actúa como una respuesta característica y como un vínculo entre estímulo y respuesta en el mundo físico, la actitud característica es, precisamente, una respuesta característica y también un vínculo, esta vez, entre respuesta y estímulo, que, aunque definida en forma distinta, conceptualmente tiene atributos similares.[cita requerida] Ello implica que, si hablamos de cambio social y de actitud, necesariamente debemos hablar de inercia social, que en definitiva es una inercia mental.[cita requerida]

## Cambio social y actitud
Poco sentido tiene estudiar el cambio social solo desde el punto de vista de la fuerza que intenta producirlo, sin tener presente la oposición que necesariamente ha de surgir.[cita requerida] En realidad, cuando se busca el cambio social a través del cambio en los valores éticos, o a través de recompensas y castigos, se está apuntando hacia un cambio de actitud. De ahí que se tenga en cuenta el factor responsable de la inercia social, aunque no en una forma explícita.[cita requerida]

## Cambios graduales y abruptos
En los casos en que no se tuvo en cuenta la existencia de la inercia social, es decir, en los intentos abruptos o revolucionarios, por los cuales se intentó cambiar un país socialista en uno capitalista, o a la inversa, no se lograron los resultados esperados. Cuando los cambios fueron lentos, teniendo en cuenta la inercia mental individual, se produjeron mejores resultados que los anteriores (para bien o para mal).[cita requerida]
La tendencia a desconocer la inercia social predomina en los movimientos políticos que admiten que el hombre actúa principalmente por influencia social y muy poco por la herencia genética, como es el caso del marxismo. Igor Kon escribió: «Con frecuencia se comparó la Perestroika con la NEP (Nueva Política Económica). Sin embargo, la NEP postulaba volver a un sistema de motivos y de estímulos bien conocidos, a los que ya se estaba acostumbrado, en el seno de los cuales las personas se educaron y vivieron durante siglos. No se requería para nada una «perestroika» psicológica. La otra política, por el contrario, propuso la elaboración de un nuevo estilo de conducta social –en gran medida, contradictorio- con respecto a la experiencia de vida y a las motivaciones con que se encontraron las dos o tres últimas generaciones».
«¿Estábamos en condiciones de realizar todo esto? ¿Cuánto tiempo requeriría semejante transformación? Para poder responder a estos interrogantes es necesario superar la imagen idealizada y radiante del «hombre nuevo», del hombre dotado únicamente de virtudes; y, por el contrario, poder mirarse a sí mismo con criticismo y sobriedad, poniendo un especial énfasis en los mecanismos psicológicos de la inercia social, que son los que retardaron el ritmo de la Perestroika y amenazaron su propia esencia».

## Tendencia a la inacción
Por lo general, se habla de inercia social especialmente en el caso de la persona negligente, que se ampara en el grupo al que pertenece, por lo que tal actitud se ve favorecida en los regímenes totalitarios, y menos en los democráticos. Igor Kon escribió: «El problema clave de la psicología de la Perestroika fue el tema de la conciencia y el sentido de la responsabilidad social. Su diapasón, en cuanto a ese amplio círculo de relaciones sociales, por las cuales el individuo se siente personalmente responsable, y su grado –cuál es la medida de esta responsabilidad- dependerán tanto de las circunstancias objetivas como subjetivas. Como norma, se puede decir que el ser humano se siente responsable solo de aquellos procesos y aquellas acciones en los cuales toma una participación más o menos activa y mantiene la posibilidad de elección».
«Cuando en las encuestas sociológicas, por primera vez fue descubierto que los trabajadores sienten mayor responsabilidad por su actividad laboral inmediata que por la dirección de la empresa o por los destinos del país, esto «shokeó» a más de uno. Pero no puede ser de otra manera: «Lo que yo hago por mí mismo depende de mí, mucho más que todo aquello que se resuelve al margen de mí, o donde mi voz es sólo una de tantas». El único modo de elevar el sentido de responsabilidad social va a ser la ampliación de la democracia real y efectiva y la autogestión».

## Cambio e inercia mental en nuestro cerebro
Los avances en el campo de la neurociencia han permitido conocer con algún detalle los procesos que ocurren en nuestro cerebro y que son los responsables de todo lo que observan los especialistas en psicología social. Tanto la tendencia al cambio como a perpetuar nuestro estado mental se deben a lo que ocurre dentro de nuestro cerebro. Estanislao Bachrach escribió: «Ya hace muchísimos años que está claro para los científicos que las propiedades fisicoquímicas –algo que se puede tocar y medir– de las conexiones neuronales y sus sinapsis se correlacionan con la experiencia subjetiva de lo que describimos como actividad mental. Es decir, lo que le pasa al cerebro afecta de manera directa a la mente. Por ejemplo, un derrame cerebral (hardware afectado) en el área del cerebro responsable del habla, provocará, probablemente, hablar o tener dificultades para hacerlo (software afectado). Sin embargo, nadie sabe con precisión cómo ocurre esto, cómo se traduce de lo material a lo no-material».[cita requerida]
«Pero hoy existen pruebas de un nuevo paradigma, y es que también funciona a la inversa. Es decir, tu actividad mental puede estimular la modificación de conexiones neuronales existentes o la creación de nuevas conexiones neuronales. Utilizando tu software puedes alterar y cambiar tu hardware». «Principio fundamental: con tu mente, tus pensamientos y emociones, y lo que hagas con ellos, puedes cambiar mucho de lo que quieres».